# ميخائيل سادوفينو
ميخايل سادوفينو، المعروف أحيانًا باسم ميخاي سادوفينو، (5 نوفمبر 1880-19 أكتوبر 1961)، كان روائيًا رومانيًا، وكاتب قصة قصيرة، وصحفيًا، وشخصية سياسية، وشغل مرتين منصب رئيس الدولة بالنيابة للجمهورية الشيوعية (1948-1947 و1958). كان واحدًا من أكثر الكتّاب باللغة الرومانية إنتاجًا، واشتُهِر غالبًا بسبب رواياته التاريخية والمغامرة، بالإضافة إلى كتاباته عن الطبيعة. كان سادوفينو مؤلفًا امتدت حياته المهنية لمدة خمسة عقود، وكان من أول المشاركين في مجلة سماناتورول التقليدية، قبل أن يصبح معروفًا ككاتب واقعي وبتمسكه بالتيار الشعبوي الذي تمثله مجلة فياتا رومانيسكا. وُضِعت كتبه، التي نالت استحسان النقاد لرؤيتها للوحدة القديمة والوفرة الطبيعية، بشكل عام في المنطقة التاريخية لمولدافيا (إمارة البغدان)، وبُنيَت على موضوعات من تاريخ رومانيا في العصور الوسطى وأوائل التاريخ الحديث؛ ومن ضمنهم كتاب عائلة شويماريشتيلور، والأخوان جديري وتحت علامة السلطعون، وذلك بالإضافة إلى الطاحونة التي كانت تطفو أسفل نهر سريت والأحقاد وبعض الأعمال الأدبية الأخرى. وسّع سادوفينو لوحاته الجدارية إلى التاريخ المعاصر، وكيّف أسلوبه مع الرواية النفسية، والطبيعية والواقعية الاجتماعية.
كان سادوفينو شخصية تقليدية جمعت وجهة نظره في الحياة بين القومية والإنسانية؛ وانتقل أثناء خدمته في البرلمان بين القوى السياسية اليمينية واليسارية طوال فترة ما بين الحربين. جمع سادوفينو بين حزب الشعب، والحزب الزراعي الوطني، والحزب الوطني الليبرالي بقيادة بريتيانو، وكان رئيس تحرير الصحيفتين اليساريتين أديفارول وديمينيتسا، وكان هدفًا لحملة صحفية عنيفة لليمين المتطرف. أصبح سادوفينو شريكًا سياسيًا للحزب الشيوعي الروماني بعد الحرب العالمية الثانية. كتب لصالح الاتحاد السوفيتي والستالينية، وانضم إلى جمعية الصداقة مع الاتحاد السوفيتي واعتمد الواقعية الاشتراكية. يُنظر أيضًا إلى العديد من نصوصه وخطبه، بما في ذلك الرواية السياسية ميتريا كوكور والشعار الشهير النور ينبثق في الشرق، على أنها دعاية لصالح الشيوعية.
كان سادوفينو عضوًا مؤسسًا لجمعية الكتاب الرومانيين، ومن ثم رئيس اتحاد الكتاب الرومانيين، وكان أيضًا عضوًا في الأكاديمية الرومانية منذ عام 1921، وحصل على جائزة لينين للسلام لعام 1961. كان أيضًا أستاذًا رئيسيًا في الماسونية الرومانية خلال ثلاثينات القرن الماضي. كان والد الكاتبين بروفيرا وبول ميخو سادوفينو، وصهر الناقدة الأدبية إيزابيلا سادوفينو-إيفان.

## سيرته الذاتية

### العقد الثاني من القرن العشرين والحرب العالمية الأولى
عاد سادوفينو إلى وظيفته الإدارية في 1907، عام ثورة الفلاحين. تولى منصبه من قبل مجلس الوزراء الليبرالي الوطني برئاسة أيون آي. سي. بريتيانو، وعمل تحت إشراف وزير التعليم الإصلاحي سبيرو هاريت. تأثر بالنتائج الدموية للثورة، وكذلك بتحركات هاريت لتثقيف الفلاحين، فأثار سادوفينو شكوك الشرطة عندما نشر أدلة المساعدة الذاتية التي تستهدف الحرفيين الكادحين، وهي نوع من النشاط الاجتماعي أدى إلى تحقيق رسمي.
أصبح ميهايل سادوفينو كاتبًا محترفًا في 1908-1909، بعد انضمامه إلى جمعية الكتاب الرومانيين، التي أنشأها في العام السابق الشاعرين سينسينات بافليسكو وديمتري أنغيل، وأصبح رئيسًا لها في سبتمبر من ذلك العام. في العام نفسه، اشترك هو وجوزيف وأنغيل، مع المؤلف إميل غرنالو، بإعداد كومبنا، وهي مجلة شهرية موجهة ضد انتقائية أوفيد دنسيسيانو ومدرسة جونيمست (وهي مجلة توقفت طباعتها بحلول عام 1910). في ذلك الوقت، أصبح صاحب حضور ملحوظ بين مجموعة المثقفين المجتمعين في مقهى كوبلر في بوخارست.
في عام 1910 عُين أيضًا رئيسًا لمسرح ياش الوطني، وهو المنصب الذي شغله حتى عام 1919. في ذلك العام، ترجم من الفرنسية دراسات إيبوليت تين حول نشأة الأعمال الفنية. استقال من منصبه داخل جمعية الكتاب في نوفمبر 1911، وحل محله غرنالو، لكنه استمر في المشاركة في إدارتها باعتباره عضوًا في لجنة القيادة والرقابة. كان حضوره قياديًا في صحيفة مينيرفا، جنبًا إلى جنب مع أنغيل والناقد دوميترو كارنابات، ونشر أيضا في جريدة ترانسيلفانيا التقليدية، لوتشافرل.
استدعي سادوفينو مرة أخرى لحمل السلاح خلال حرب البلقان الثانية عام 1913، عندما واجهت رومانيا بلغاريا. بعد أن وصل إلى رتبة ملازم، تمركز في فلتيتشن مع فوج المشاة الخامس عشر، وبعد ذلك أمضى فترة قصيرة في المقدمة. عاد إلى الحياة الأدبية. أصبح صديقًا جيدًا للشاعر والفكاهي جورج توبورتشانو، ورافقه وكتّاب آخرون في جولات ثقافية خلال عامي 1914 و1915. نشر سلسلة كتابات في ذلك الوقت من بينها عائلة شويمرشتلور عام 1915.
في 1916-1917 عندما دخلت رومانيا الحرب العالمية الأولى وغزتها القوى المركزية، بقي سادوفينو في مولدافيا، الجزء الوحيد من أراضي رومانيا الذي بقي تحت سلطة الدولة (انظر الحملة الرومانية). تأرجح الكاتب بين الألمانوفيل لأصدقائه في مجلة فيتا رومنسكا، والاعتقاد المعلن بأن الحرب كانت بؤسًا، والترحيب بالتزام رومانيا تجاه دول الوفاق. في ذلك الوقت، أعيد انتخابه رئيسًا لجمعية الكتّاب، وهو تفويض مؤقت انتهى في عام 1918، عندما وقعت رومانيا اتفاقية السلام مع القوى المركزية، وباعتباره جنديًا احتياطيًا، فقد حرر الترويج الإقليمي للوفاق، رومانيا. انضم إليه توبورتشانو، الذي أطلق سراحه من معسكر أسرى الحرب في بلغاريا، وأسس معه مجلة إنسمنر ليتراري. استقر سادوفينو لاحقًا في حي ياش في كوبو، واشترى الفيلا المعروفة محليًا باسم منزل البرج وجددها. في القرن التاسع عشر اتخذها السياسي ميهايل كوجالنيشينو مقرًا لإقامته، وخلال الحرب استضاف الملحن جورج إينيسكو. خلال تلك الفترة، تعاون مع المفكر اليساري فاسيلي مورتون وأسس معه ومع آرثر غوروفي مجلة رفاشل بوبورلي وحررها.

### النضج الإبداعي والمسار السياسي المبكر
في عام 1921 انتخِب سادوفينو عضوًا كامل العضوية في الأكاديمية الرومانية، وألقى خطاب استقباله أمام المنتدى الثقافي بعد عامين، مدح فيه الفولكلور الروماني عمومًا والشعر الفولكلوري خصوصًا. في ذلك الوقت، جدد اتصالاته مع مجلة فيتا رومنسكا: مع غارابيت إبرايليانو وآخرين، انضم إلى نواة ما بين الحربين، في حين أن المراجعة غالبًا ما تضمنت عينات من رواياته (بعضها نُشر بالكامل من قبل مشروع النشر). استضاف منزله في ذلك الوقت العديد من الشخصيات الثقافية، من بينهم الكتاب توبورتشانو، وغالا غلاتسيون، وأوتيليا كازيمير، وإيونيل وبيستوريل تودوريانو، وديميتري دي. باترشكانو، بالإضافة إلى قائد الفرقة الموسيقية سيرجو تشيلبداكي. كان أيضًا قريبًا من الشاعر الاشتراكي المبتدئ ومؤلف القصة القصيرة، إيوان إن. رومان، وساعده في الترويج لعمله، ومن الأرستقراطي وكاتب المذكرات غيورغي جورجا نغريلتشي، ومن كاتب ساخر يدعى رادو كوزمين.
على الرغم من مشاكله الصحية، سافر سادوفينو كثيرًا في جميع أنحاء رومانيا، ولا سيما لزيارة المعالم المحلية التي ألهمت عمله: أديرة أغابيا وفراتيك الأرثوذكسية الرومانية، وقلعة نيامريس. بعد عام 1923، شرع في سلسلة من رحلات الصيد جنبًا إلى جنب مع توبورتشانو، وديموستين بوتيز، وغيرهم من المنتسبين إلى فيتا رومنسكا. لقد سُحِر على وجه الخصوص بالمناظر التي اكتشفها خلال زيارة عام 1927 لمنطقة ترانسيلفانيا في أرييتش. في العام نفسه، زار أيضًا هولندا، التي وصل إليها عن طريق قطار الشرق السريع. استمرت شعبيته في النمو: في أعوام 1925 و1929 و1930 على التوالي، نشر رواياته التي نالت استحسانًا كبيرًا تحت إشارة السرطان، طاحونة عائمة أسفل سيرت، والأحقاد، واحتفِل بذكراه الخمسين على المستوى الوطني. في عام 1930 كتب سادوفينو، وتوبورتشانو، والمعلم تي. سي. ستان سلسلة من الكتب المدرسية للمدارس الابتدائية وحرروها.

## سياسة

### القومية والإنسانية
تميز انخراط سادوفينو في السياسة بتغييرات مفاجئة في قناعاته، فانتقل من اليمينية إلى اليسارية عدة مرات في حياته. اجتمع سادوفينو في البداية مع مجموعات قومية مختلفة مرتبطة بشكل وثيق بآرائه التقليدية حول الأدب، ولكنها تختلف عن حياته المهنية في ظل حزب المحافظين والحكومات الليبرالية الوطنية، واجتمع مع كل من نيكولاي يورغا، ومع الشعبويين اليساريين في مجلة فياتا رومانيسكا في عام 1906. كان السبب الأول وراء ذلك هو محاولته التوفيق بين يورغا والشعبويين، ولكن جهوده كانت غير مثمرة إلى حد كبير. اعترفت التقليدية إيلاري تشيندي المناهضة ليورغا بسادوفينو في عشرينيات القرن الماضي بأنه أحد الشعبويين الذين عززوا «الشفاء الروحي لشعبنا من خلال الثقافة».
صاغ سادوفينو في ذلك الوقت تقريبًا منظورًا ريفيًا وقوميًا للحياة، رافضًا ما اعتبره «العالم الحضري الهجين» من أجل «عالم واقعنا القومي». يشير هذا حسب تحليل كالينيسكو إلى اعتقاد سادوفينو، مثل سلفه إمينسكو المحافظ، بأن المدن كانت ضحايا «الفئة المتراكبة» من الأجانب، ولاسيما أولئك الذين يديرون عقود الاستغلال. أرسل سادوفينو في أعقاب ثورة الفلاحين عام 1907 تقريرًا إلى وزير التربية والتعليم سبيرو هاريت، يُطلعه فيه على حالة التعليم الريفي، وبالمشاكل التي يواجهها القرويون في مولدافيا. قال التقرير: «يسخر المستأجرون وملاك الأراضي، بغض النظر عن جنسيتهم، من عمل الرومانيين. إن كل حضري في القرية، ورؤساء البلديات، وكتاب العدل، والإداريين (مقدمي التقارير) استغلوهم بلا خجل وبلا رحمة، وانضم إليهم الكاهن الذي كان على خلاف مع المعلم. 
أصبحت أعباء المجتمع الإقطاعي والمذهب التجاري، والأهم من ذلك كله تقييد الحقوق الاقتصادية موضوعًا أساسيًا في روايته عائلة شويماريشتيلور، والتي صورت لاحقًا شتيفان العظيم على أنه البطل الأصلي للعدالة الاجتماعية (في رواية الأخوان جديري). تابع سادوفينو أيضًا معاداة الشعبويين للروس وكره قوات الحلفاء خلال معظم نشاطه في الحرب العالمية الأولى؛ واصفًا السياسات الوطنية للإمبراطورية الروسية في بيسارابيا بأنها أكثر بربرية من حكم النمسا-المجر على ترانسيلفانيا. انتقل سادوفينو فجأة في عام 1916 إلى معسكر قوات التحالف، إذ تأثر حماسه كضابط دعاية بالجدل بمجرد أن تعرضت رومانيا لهزائم هائلة. تخلى بنفسه عن قضية التحالف بحلول عام 1918 عند تسريحه، واستأنف إعجابه بلوبي ألمانوفيلية قسطنطين ستير.
يرى كالينيسكو أن سادوفينو، إلى جانب ستير، أحد كبار الأيديولوجيين في مجلة فياتا رومانيسكا، مشيرًا إلى أنه «اشتُهر بتناقضه وانتهازيته» أيضًا. كتب أيضًا أن سادوفينو وستير أظهرا امتعاضهما من الأقليات العرقية (أقليات رومانيا)، وأعضاء المجتمع اليهودي بشكل خاص، التي اعتبروها عميلة للاستغلال، ولكن إنسانيتهم أعطتهم شكلًا من «التعاطف الإنساني» مع اليهود والأجانب الذين يؤخذون بشكل فردي. سلط غارابت إبريليانو الضوء أيضًا على الجانب الشعبي لأدب سادوفينو في أواخر عشرينات القرن الماضي؛ وذلك عندما أشار إلى مساهماته كدليل على عودة الثقافة الرومانية بنجاح إلى أصالتها المحددة. يكتب كروخمالنتشيانو أن سادوفينو كان مرتبطًا في جوهره مع فياتا رومانيسكا من خلال دفاعه عن الخصوصية الوطنية، وتفضيله للسرد على نطاق واسع، وصورته عن البشر النقيين «الطبيعي».
قال الكاتب زيغو أورنيا إن انتماء سادوفينو إلى الماسونية لم تشكل «الشعبوية» السياسية لديه فقط، بل شكلت أيضًا «الرؤية الكونية لديه، وعمله الأدبي من خلال الإنعكاس». جادل أورنيا أيضًا بأن سادوفينو أصبح مؤيدًا للديمقراطية، وهو الموقف الذي أودى به إلى صراع مفتوح مع القوميين المتطرفين. لوحظ أن قومية سادوفينو علمانية كما لوحِظت نزعته الإنسانية، وذلك على عكس الصور الأرثوذكسية الرومانية التي يفضلها القوميون ذوي اليمين المتطرف. رفض سادوفينو الفكرة القائلة بأن أسلاف الرومانيين كانوا أفرادًا متدينين، مشيرًا إلى أن معتقدهم في الواقع «يقتصر على الطقوس والعادات». كان أيضًا داعمًا قويًا للتعاون الدولي، ولاسيما بين بلدان أوروبا الشرقية والوسطى. كتب لمجلة فاميليا في عام 1935، بعد 17 عامًا من اتحاد ترانسيلفانيا مع رومانيا و15 عامًا بعد معاهدة تريانون، فانضم بذلك إلى المؤلف المجري جيولا إيليس في مناشدة من أجل علاقات جيدة بين الجارتين. 
لاحظ كروخمالنتشيانو أن روايات سادوفينو في فترة ما بين الحربين لم تشجع الصور النمطية العرقية في النهاية؛ على الرغم من أنها قد تصور كلا من الصدامات بين الأنظمة السياسية وسوء الفهم الحميد، مما يشير إلى أن «هبات وصفات القرابة المختلفة» متوافقة بشكل متبادل. قال مارسيل كورنيس-بوب إن هذه الرؤية التعاونية هي موضوع الخلفية لكتاب أريكة فارسية، وهو كتاب «يوضح قيمة الحوار بين الثقافات في وقت الاستقطاب السياسي الحاد». وصف الناقد الأدبي فيانو الكتاب كدليل على «فهم، ووداعة وتسامح» سادوفينو. 
حفّز سادوفينو اختياره في رسالة إلى أوكتافيان غوغا في عام 1926، وهو العام الذي انضم فيه سادوفينو إلى حزب الشعب التابع لألكسندرو أفيريسكو، إذ أشار فيها إلى اعتقاده أن المثقفين بحاجة إلى المشاركة في السياسة: «يبدو أن المطلوب قبل كل شيء هو مساهمة المثقفين في عصر يتناقص فيه المستوى الفكري العام». شكك معاصروه في صدقه، فروى كل من صديقه غيورجي جورغيا نيغريليشتي والشيوعي بيتر باندريا كيف طلب سادوفينو وباستوريل تيودوريانو في 1926-1927 الأموال العامة من وزير الداخلية غوغا؛ وذلك مع تحفيز سادوفينو على رغبته في إنشاء مجلة ثقافية ثم إنفاق المال لاحقًا على خزانة ملابسه الشخصية. يشير أدريان سيورويانو في المقابل إلى أن حادثة حزب الشعب، وخاصة «الحذر المتبادل» بين سادوفينو والليبراليين الوطنيين أبرز تعاطف الكاتب مع «اليسار الفكري». اقترح أوفيد كروخمالنتشيانو الماركسي أن مواقف سادوفينو في وقت مبكر من ثلاثينات القرن العشرين كانت مشابهة إلى حد ما للموقف الرسمي للجماعات الشيوعية.